# Microdebilissa atripennis
Microdebilissa atripennis là một loài bọ cánh cứng trong họ Cerambycidae.